# فاليريو أموروزو
فاليريو أموروزو (بالإيطالية: Valerio Amoroso)‏ مواليد 26 سبتمبر 1980 في إيطاليا، هو لاعب كرة سلة إيطالي بدأ مسيرته الاحترافية في سنة 1996 يلعب مع فريق يوفي كازيرتا باسكت في ليغا باسكيت الدرجة الأولى. يبلغ طوله 6 قدم 8 بوصة (2.0 م).

## فرق لعب لها
- سكافاتي
- تيرامو
- بيزارو

## روابط خارجية
- فاليريو أموروزو على موقع الدوري الأوروبي لكرة السلة (الإنجليزية)
- فاليريو أموروزو على موقع كرة السلة الأوروبية.كوم (الإنجليزية)
- فاليريو أموروزو على موقع ريلجم (الإنجليزية)
- فاليريو أموروزو على موقع بروبوليرز (الإنجليزية)
- فاليريو أموروزو على موقع سبورتس رفرنس (الإنجليزية)